# فرادس
فرادس (به اسپانیایی: Frades) یکی از دهستان‌های اسپانیا است که در لاکرونیا واقع شده‌است.

## خصوصیات
فرادس ۸۱٫۶۱ کیلومترمربع مساحت و ۲٬۹۲۰ نفر جمعیت دارد.